# 劉伸 (崇禎進士)
劉伸（？—？），湖廣黃州府麻城縣人，明朝、南明政治人物。

## 生平
天啟元年（1621年）辛酉科湖廣鄉試舉人，崇禎元年（1628年）戊辰科進士。二年（1629年）八月授固安縣知縣，同年十一月後金皇太極率騎兵大舉入關，固安被圍。劉伸誓死不降，與生員張國銘等死守。因內無守兵，外無救援，劉伸自知大勢已去，命胥吏埋藏庫金，緊閉倉庫，並將官印藏身。城陷後，劉伸被射傷一膊，得以不死，家屬則大半遇難。敵軍退卻，劉伸勉強起身抱印，緝拿城中趁亂縱火搶劫凶黨，人心始定。後以失守城池被治罪。隆武年間起為廣西按察司副使。

## 家族
高祖劉天和，太子太保、兵部尚書；曾祖劉澯，戶部郎中，贈太子太傅；祖父劉守齊，典簿，贈太子太傅；父劉承棠，崇禎元年進士。從弟劉侗。